# Ne (Italië)
Ne is een gemeente in de Italiaanse provincie Genua (regio Ligurië) en telt 2334 inwoners (31-12-2004). De oppervlakte bedraagt 64,1 km², de bevolkingsdichtheid is 36 inwoners per km².

## Demografie
Ne telt ongeveer 1128 huishoudens. Het aantal inwoners daalde in de periode 1991-2001 met 4,6% volgens cijfers uit de tienjaarlijkse volkstellingen van ISTAT.
| Jaar | Inwoneraantal |
| ---- | ------------- |
| 1991 | 2446          |
| 2001 | 2334          |

## Geografie
De gemeente ligt op ongeveer 68 m boven zeeniveau.
Ne grenst aan de volgende gemeenten: Borzonasca, Carasco, Casarza Ligure, Cogorno, Lavagna, Maissana (SP), Mezzanego, Sestri Levante, Varese Ligure (SP).

## Galerij

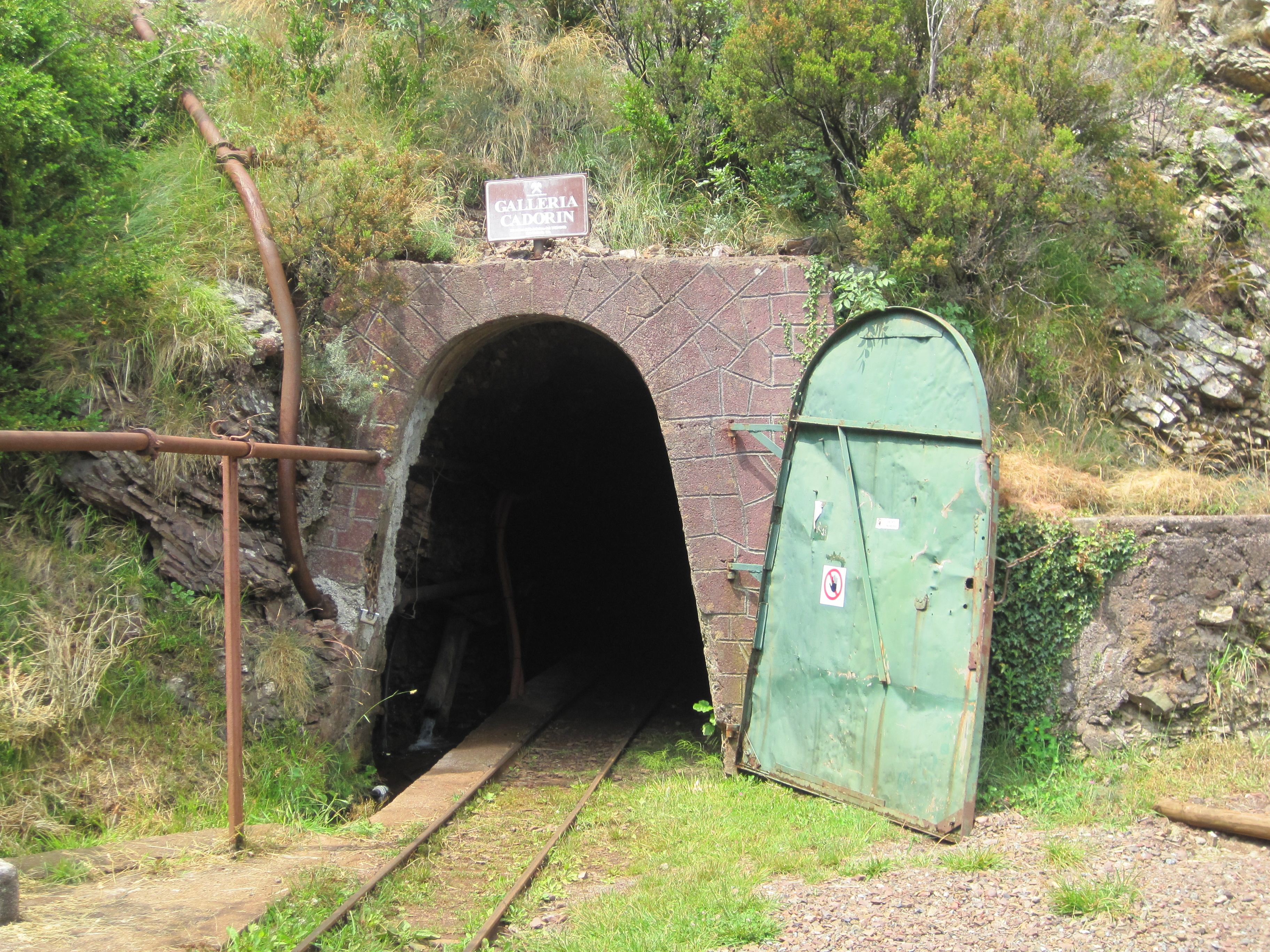
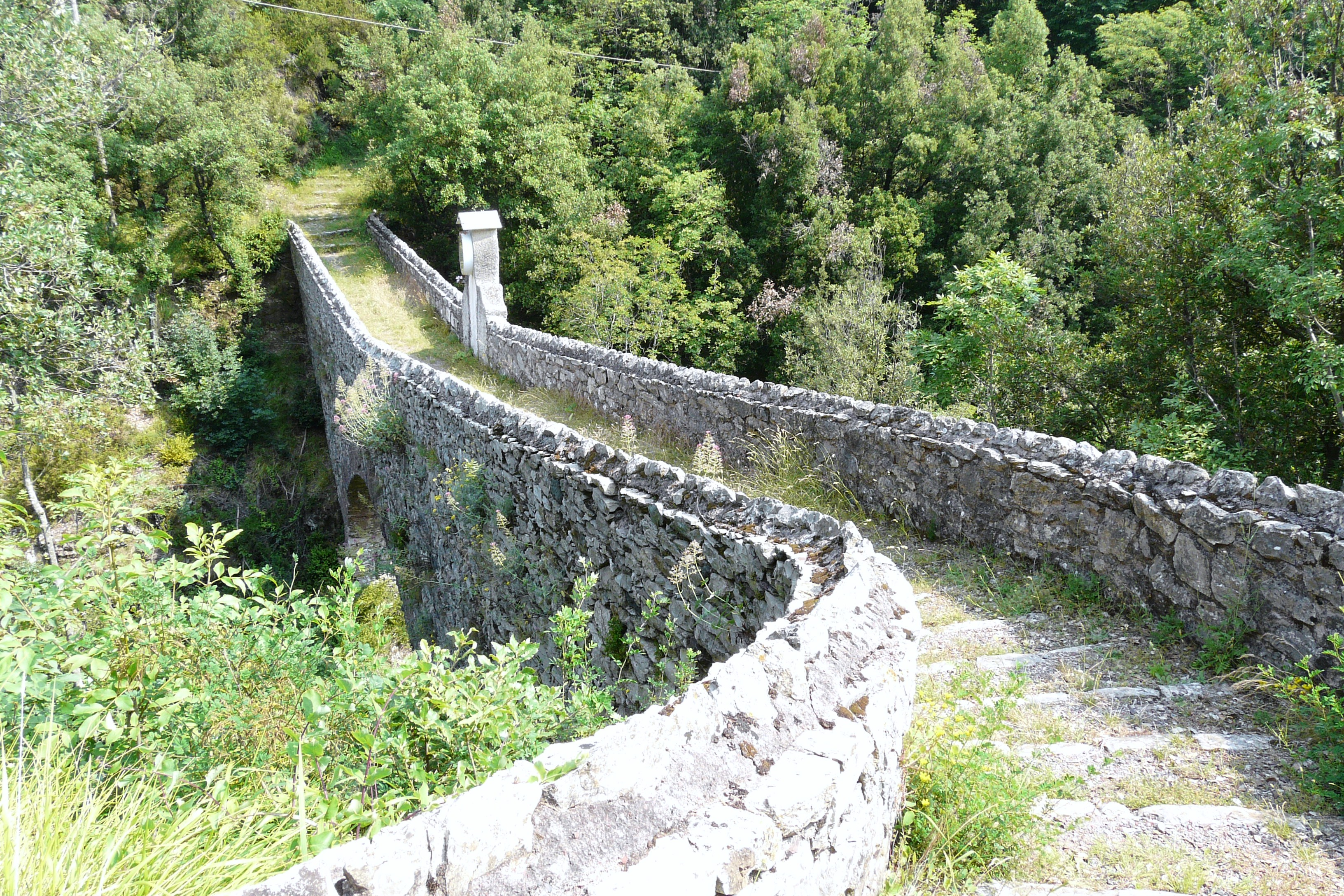
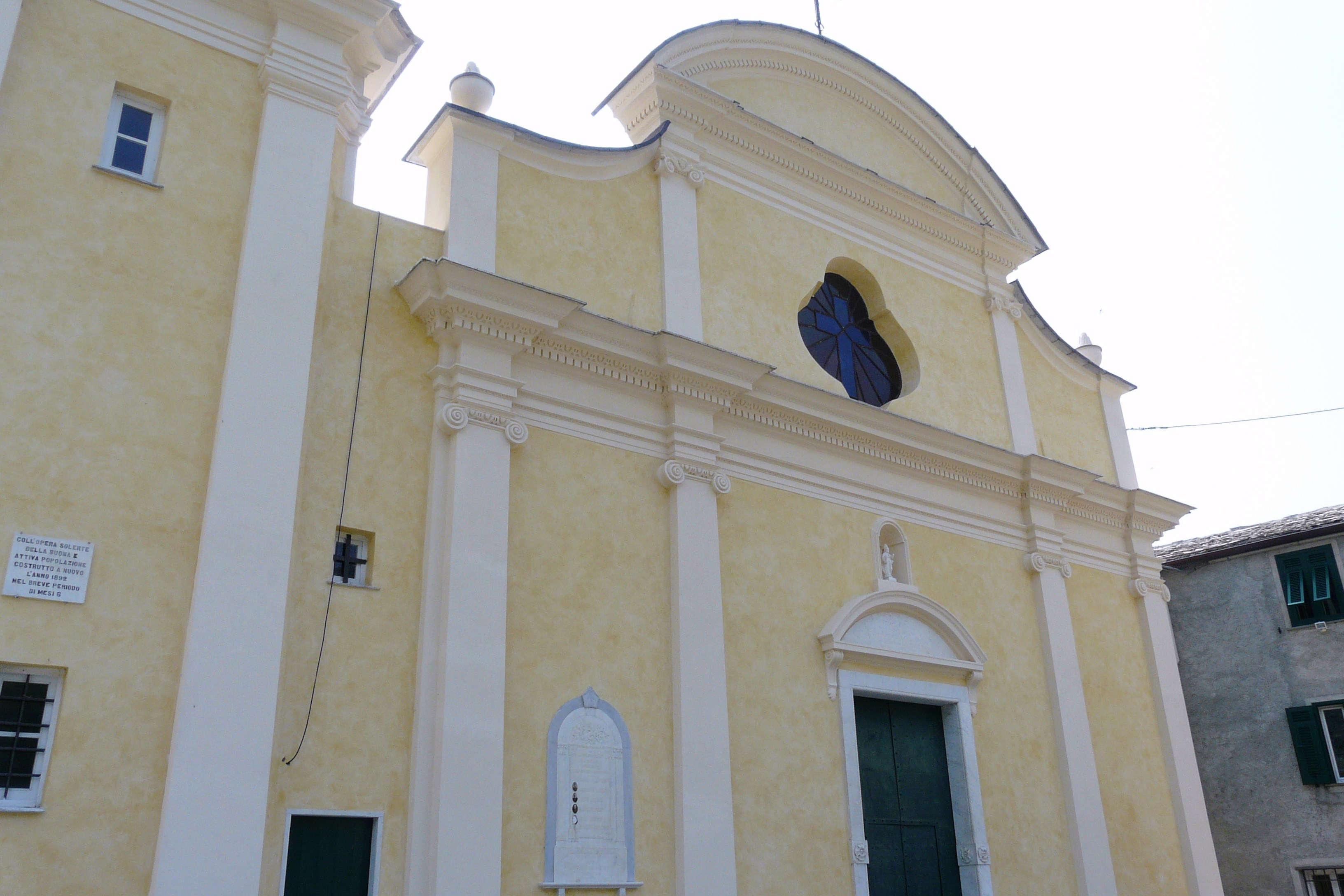
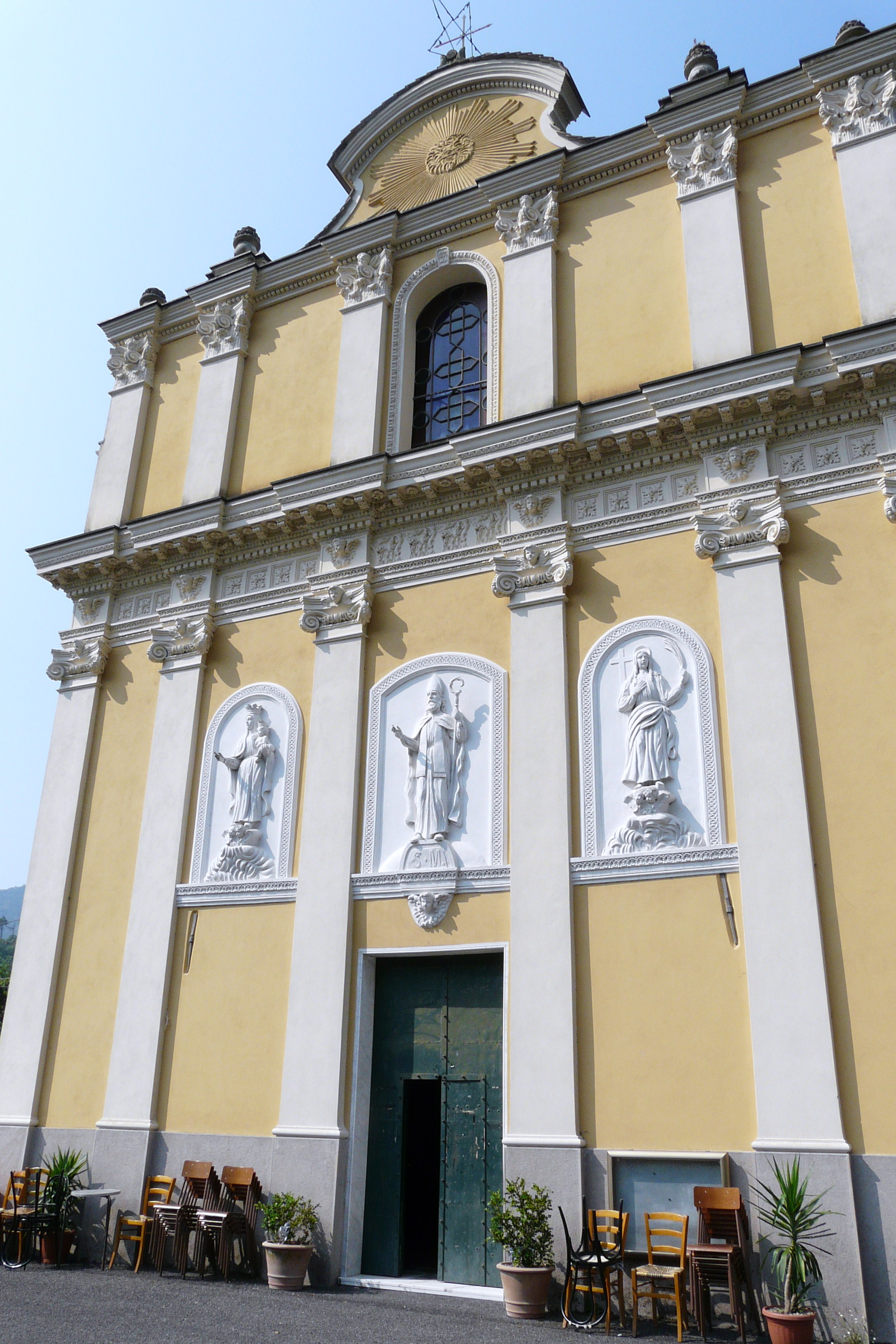
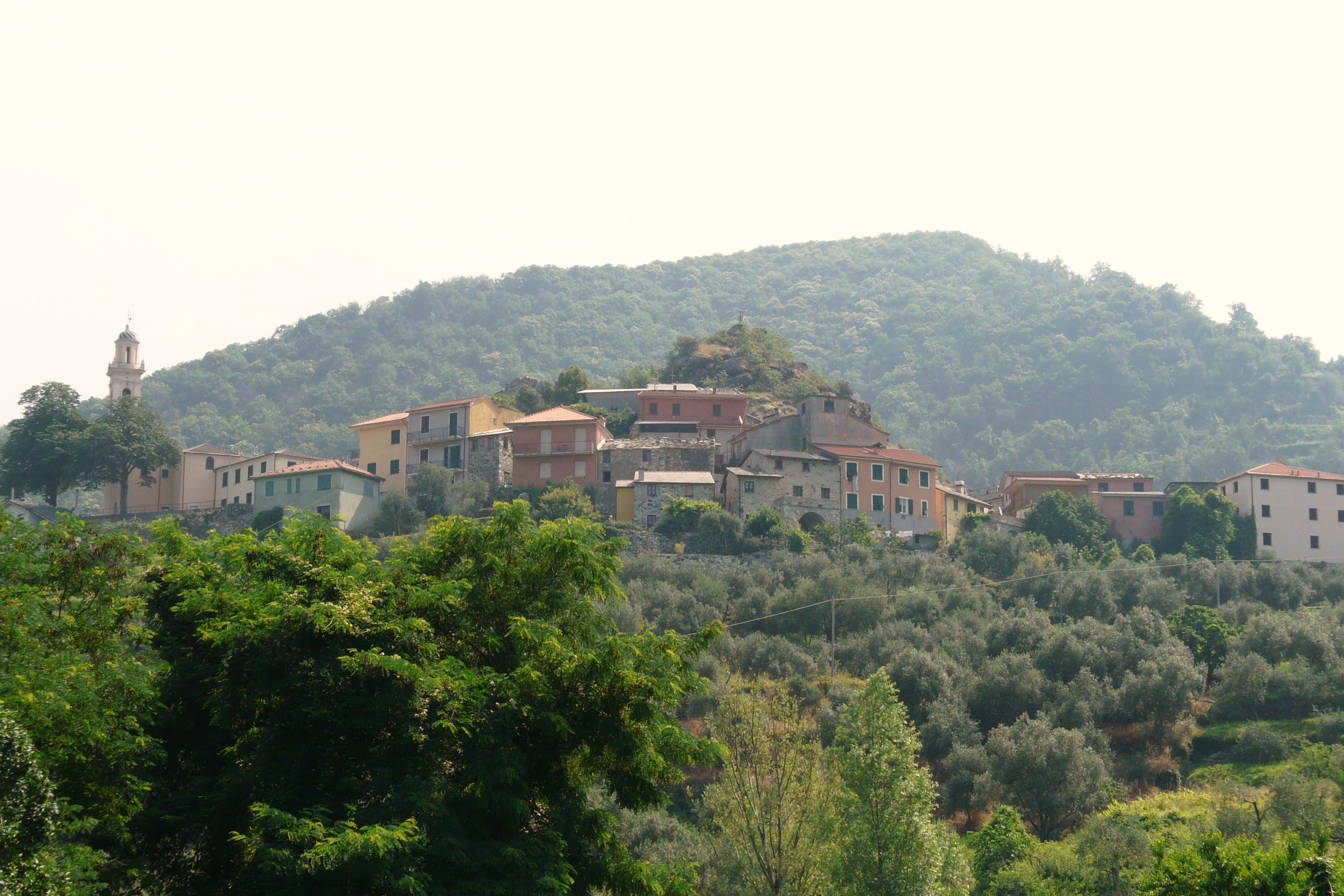
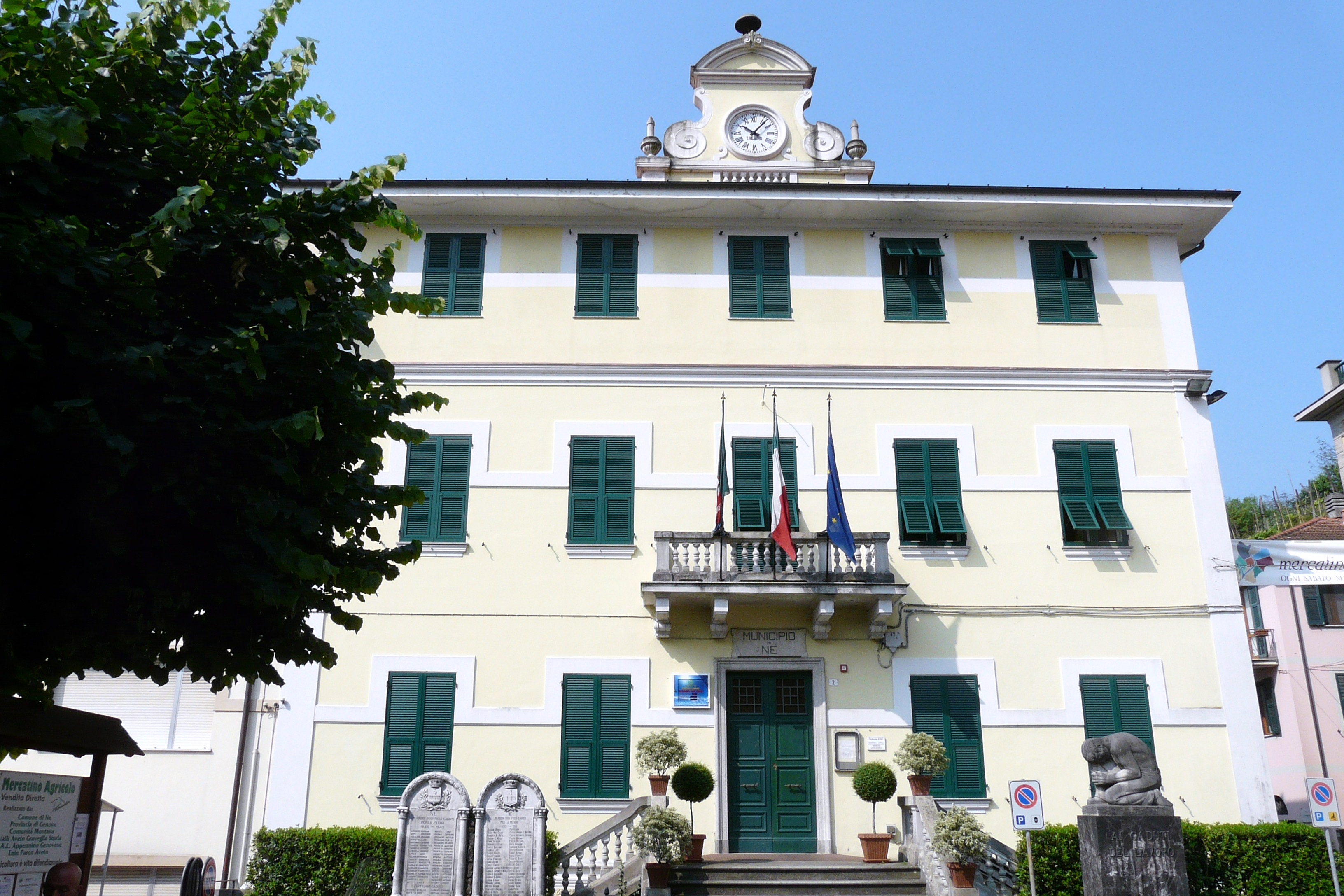
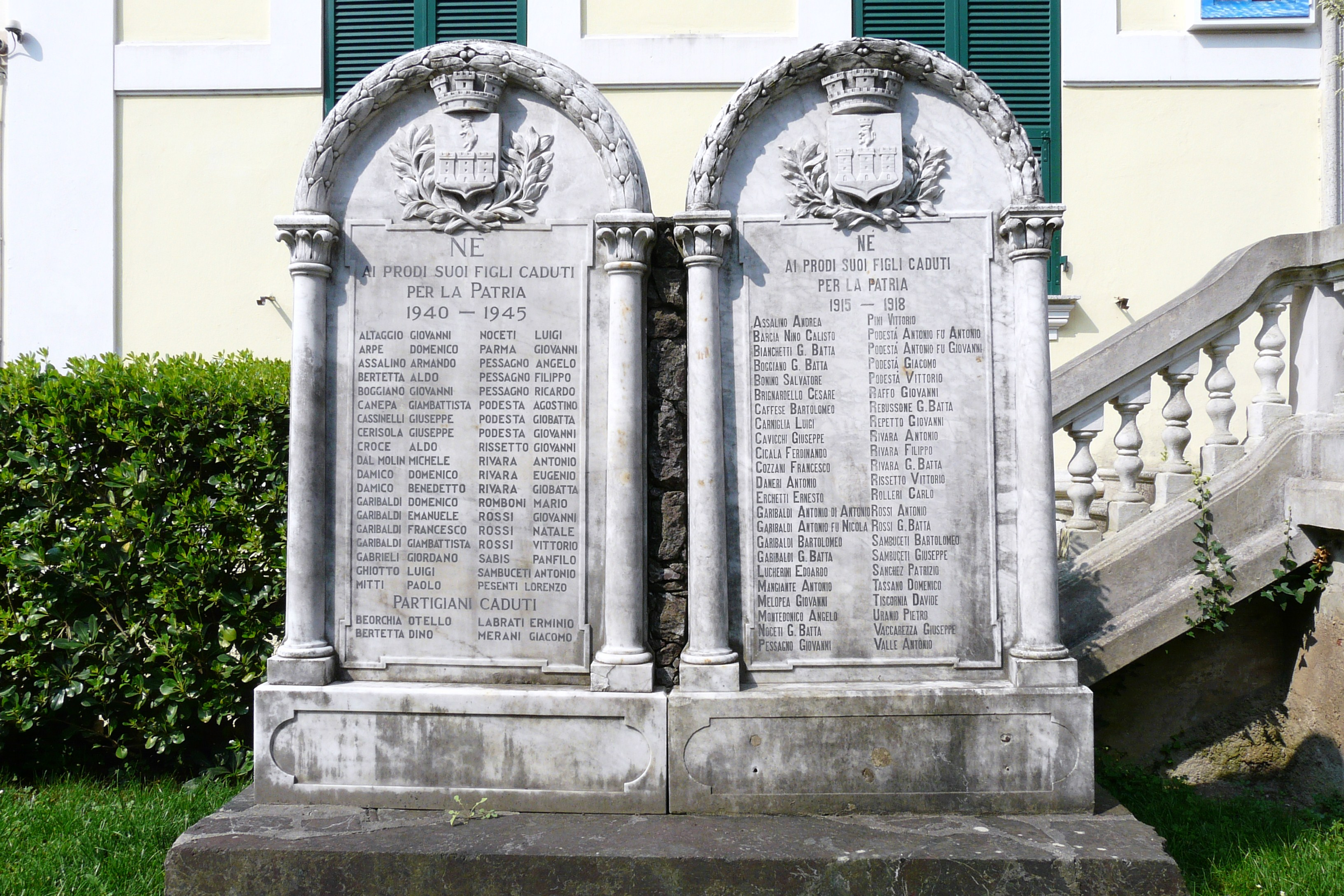
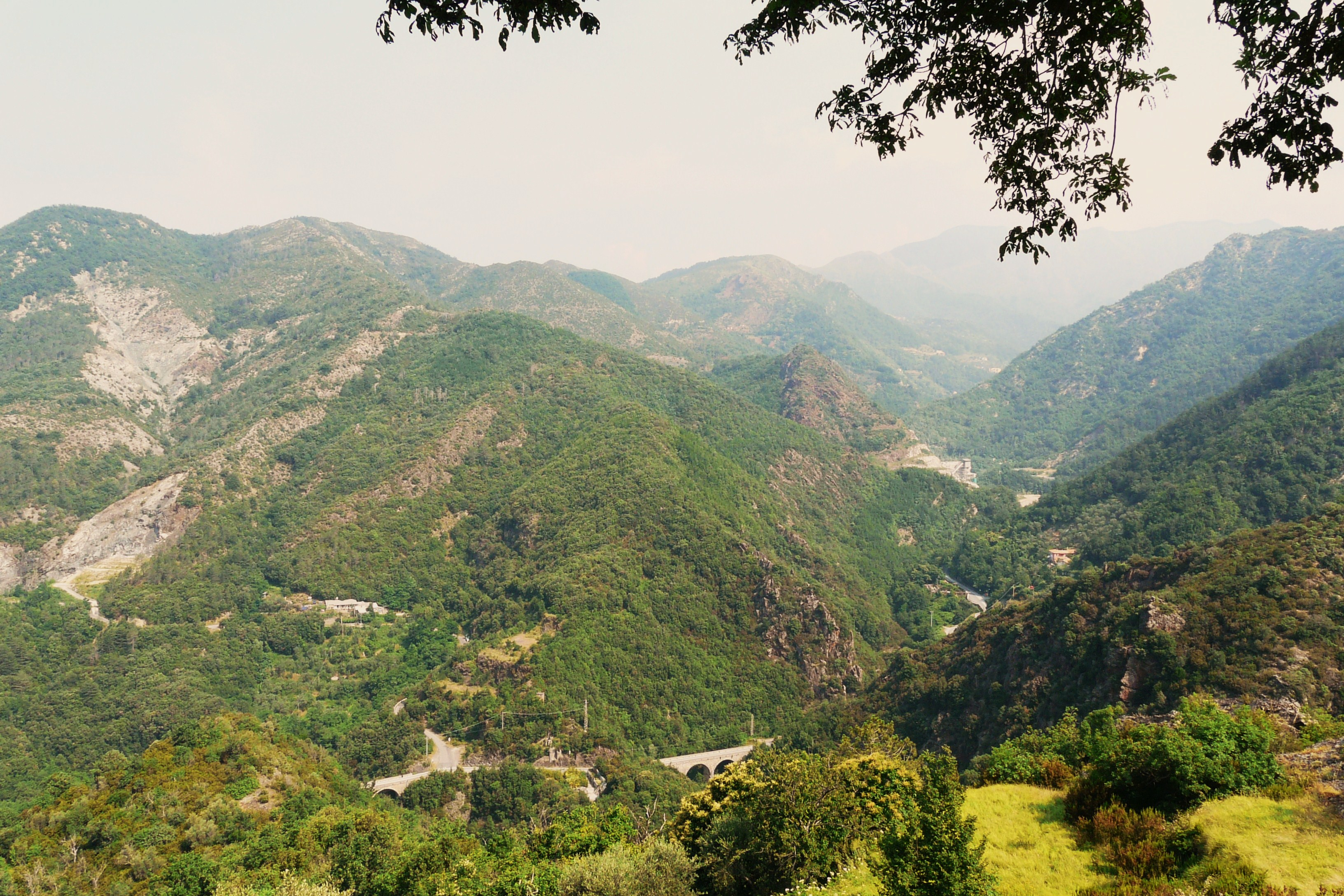